# 教務長
教务长是世界各國许多教育机构內的一位学术行政人员，一般是在校長的領導下負責全校的教學、科研工作的最高行政人員。有時教務長由全校有一定學術地位的教授擔任。